# Ultimate Victory
Ultimate Victory ist das zweite Studioalbum des US-amerikanischen Rappers Chamillionaire. Es wurde am 18. September 2007 veröffentlicht. Das Album ist auf Spotify und YouTube verfügbar.

## Hintergrund
Gäste auf dem Album sind Krayzie Bone, „Spanky“ Hayes, Lil Wayne, Pimp C, Slick Rick, K-Ci, Tony Henry, Bun B, Lloyd, Lil' Ken, and Devin the Dude.
Als erste offizielle Single aus Ultimate Victory wurde Hip Hop Police featuring Slick Rick veröffentlicht. Produziert wurde die Single von J. R. Rotem. Die zweite Singleveröffentlichung war The Evening News, welche an das Video von Hip Hop Police anknüpft.
Der Song Rock Star featuring Lil Wayne wurde in dem US-amerikanischen Actionfilm Never Back Down verwendet.
Der Song Industry Groupie ist ein Sample von dem Hit The Final Countdown der Band Europe.

## Titelliste
1. The Morning News – 3:58
2. Hip Hop Police (feat. Slick Rick) – 4:11
3. Standing Ovation – 4:27
4. Won't Let You Down (feat. K-Ci) – 4:37
5. Industry Groupie – 3:32
6. Pimp Mode (feat. Bun B) – 5:22
7. Rock Star (feat. Lil Wayne) – 5:00
8. Skit – 3:04
9. The Bill Collecta (feat. Krayzie Bone) – 3:51
10. The Ultimate Vacation – 4:05
11. Come Back to the Streets – 4:52
12. I Think I Love You – 4:43
13. The Evening News – 4:08
14. Welcome To The South (feat. Pimp C) – 4:12
15. You Must Be Crazy (feat. Lil' Ken alias Famous) – 4:54
16. We Breakin' Up – 4:40
17. Skit: Stuck In The Ghetto (feat. Tony Henry) – 1:45
18. Rocky Road (feat. Devin The Dude) – 4:59
19. The Ultimate Victory – 4:26
20. Somebody's Gonna Get Hurt – 3:25
21. Keep It On The Hush (feat. Lloyd) – 4:01
22. Still Countin' My Cash – 4:25